# Estación Kamppi

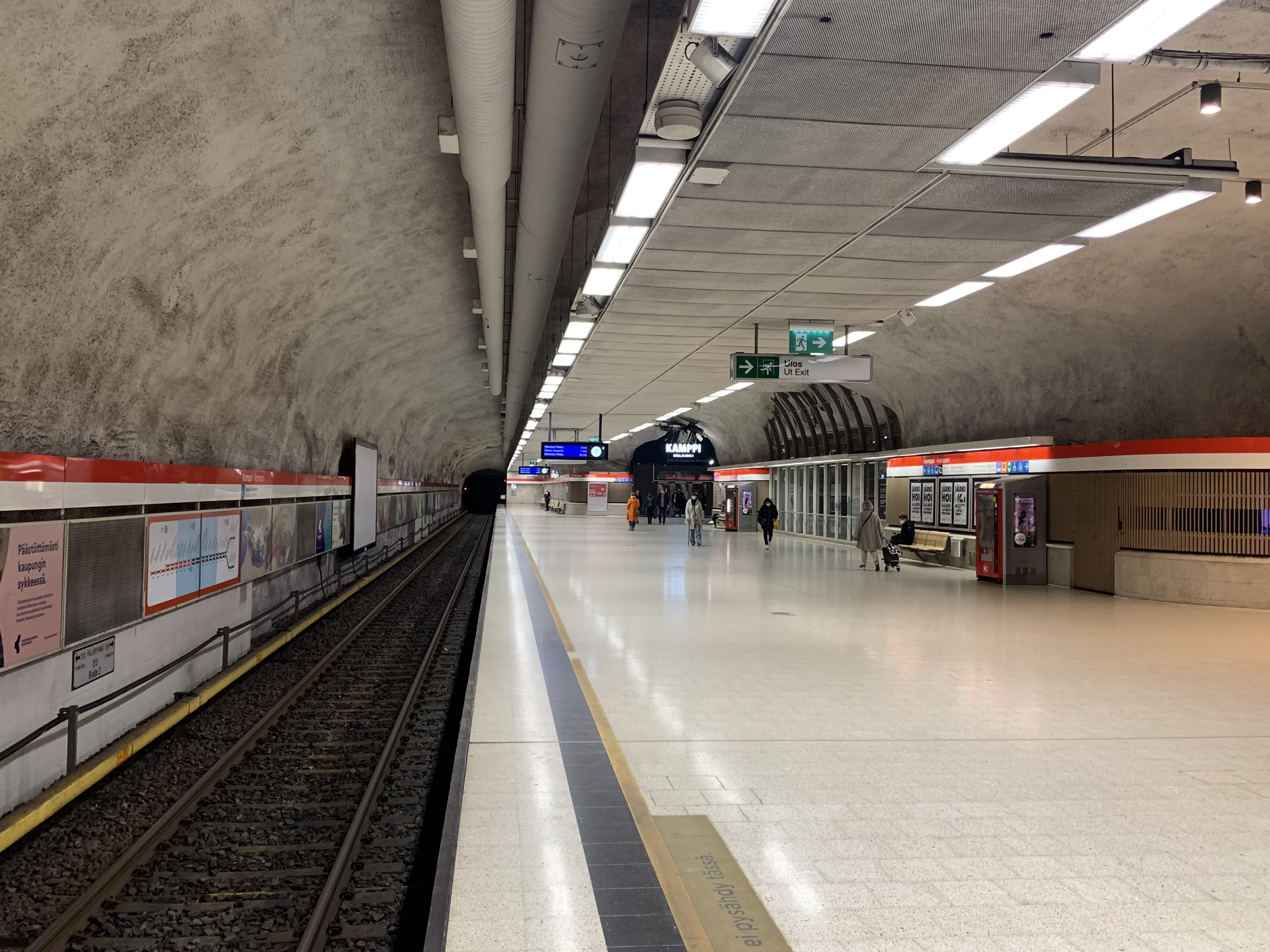
Estación Kamppi.

La Estación Kamppi (en finlandés Kampin metroasema; en sueco Metrostationen Kampen) es una estación del Metro de Helsinki. Sirve al área circundante a Kamppi, en el centro de Helsinki. Forma parte del complejo Kampin Keskus, finalizado recientemente.
La estación fue abierta el 1 de marzo de 1983 y fue diseñada por Eero Hyvämäki, Jukka Karhunen y Risto Parkkinen. Está localizada a una distancia aproximada de 1,169 km de la Estación Ruoholahti y a 0,487 km de la Estación Central Railway Station. La estación es la más profunda del metro, con una profundidad de 30 m bajo tierra.
- Datos: Q1783591
- Multimedia: Kamppi metro station / Q1783591